# Hattfjelldal
Hattfjelldal (samisk Aarborte) er en kommune i landskabet Helgeland i Nordland fylke i Norge. Den grænser i nord til Hemnes, i syd til Røyrvik, og i vest til Grane og Vefsn kommuner. I øst ligger Sverige.
Kommunen har administrationscentrum i Hattfjelldal. Her ligger også Sameskolen, som give oplæring i sydsamisk sprog. Skovbrug og landbrug er de vigtigste erhverv i kommunen. Den største industrivirksomhed er spånpladefabrikken Arbor.
Kommunen har rigsvejforbindelse til Sverige og til Trofors.

## Geografi
Store dele af kommunen består af skov- og fjeldområder. Kommunen har fået navn efter fjeldet Hatten, som er en karakteristisk fjeldformation. Størsteparten af Norges næst største sø, Røssvatnet, ligger i kommunen. Andre søer er Daningen og Elsvatnet.
Naturbeskyttelsesområder 
Det findes flere store naturbeskyttelsesområder i kommunen: Børgefjell nationalpark, Austre Tiplingan landskabsværnområde, Favnvassdalen landskabsværnområde, Skardmodalen naturreservat, Storveltlia naturreservat, Varnvassdalen naturreservat, Storslettmyra naturreservat.

## Historie
Hattfjelldal var oprindelig en del af Vefsn, men blev udskilt som selvstændig kommune i 1862. Fjeld- og skovområderne var oprindelig bosat af samer. Fra midten af 1800-tallet begyndte nybyggere at etablere gårde i distriktet, hvilket medførte at græsningsområderne til samerne blev reduceret.
Under anden verdenskrig byggede tyskerne en flyveplads i kommunen, samt en bunker. Allerede før krigen var der flyaktivitet i Hattfjelldal, da man brugte sletterne ved centrum som landingsplads. Under krigen blev landingsforholdene forbedret, og efter krigen fik flyvepladsen et betondække, som gav den det udseende, den har i dag.
Den tyske besættelsesmagt oprettede en fangelejr for sovjetiske, polske og jugoslaviske fanger, der blev sultet, mishandlet og tvunget til slavearbejde (udbygningen af Nordlandsbanen) for NSB. Lejren havde 158 overlevende fanger ved befrielsen i maj 1945.

## Kultur
I kommunecenteret findes der et sydsamisk kulturcenter. Kommunen deltog i Skulpturlandskap Nordland med skulpturen Alveborg.